# Schiffsführerpatent (Österreich)
Als Schiffsführerpatent oder Kapitänspatent werden die amtlichen österreichischen Befähigungsausweise für das Führen von Booten auf Binnengewässern und Wasserstraßen bezeichnet.
Die wichtigste Wasserstraße in Österreich ist die Donau.
Diese Ausweise gelten nicht auf dem Meer: Die entsprechenden österreichischen Scheine sind die Befähigungsausweise für Jachten.

## Einteilung der Patente
Die österreichischen Patente werden wie folgt eingeteilt:
- Das Kapitänspatent gilt für Schiffe jeder Größe auf Wasserstraßen und sonstigen Binnengewässern.
- Das Kapitänspatent Seen & Flüsse gilt für Schiffe jeder Größe auf Binnengewässern, nicht aber auf Wasserstraßen.
- Das Schiffsführerpatent 20m gilt für Schiffe bis 20 m Länge auf Wasserstraßen und Binnengewässern. Für Fahrgastschiffe gilt dieses Patent nicht auf Wasserstraßen.
- Das Schiffsführerpatent 20m Seen & Flüsse gilt für Schiffe bis 20 m Länge auf Binnengewässern, nicht aber auf Wasserstraßen. Dieses Patent gilt nicht für Fahrgastschiffe.
- Das Schiffsführerpatent 10m gilt für Boote bis 10 m Länge auf Wasserstraßen und Binnengewässern.
- Das Schiffsführerpatent 10m Seen & Flüsse gilt für Boote bis 10 m Länge auf Binnengewässern, nicht aber auf Wasserstraßen.
- Das Schiffsführerpatent Raft gilt für Rafts auf Seen und Flüssen, nicht aber auf Wasserstraßen.

Die ersten drei der oben genannten Patente werden vom Bundesministerium für Verkehr, Innovation und Technologie herausgegeben, die anderen von den Landesregierungen. Dabei können die Patente für Wasserstraßen nur in den Ländern Niederösterreich, Oberösterreich und Wien abgelegt werden, da die anderen Bundesländer über keine Wasserstraßen verfügen. Das Raft-Patent kann nur in Kärnten, Oberösterreich, Salzburg, Tirol oder der Steiermark erworben werden. 
In vielen Bundesländern gibt es entsprechende Fahrschulen.

## Prüfung für Schiffsführerpatente
Die theoretische Prüfung besteht aus einem Teil über rechtliche Bestimmungen, einem nautischen Teil und einem über Technik. Zusätzlich gibt es eine praktische Prüfung.

## Beschränkungen
Für den Bodensee und den österreichischen Rhein gelten gesonderte Bestimmungen. Es ist ein Antrag auf ein "Ferienpatent" bei der BH-Vorarlberg zu stellen, damit man mit dem Österreichischen Schiffsführerpatent 10 m für jeweils maximal 4 Wochen im Jahr auch auf dem Bodensee fahren darf.

## Internationale Anerkennung
Inhaber eines österreichischen Befähigungsausweises können von der Stelle, die das Patent ausgestellt hat, auch ein "Internationales Zertifikates für Führer von Sportfahrzeugen" erhalten.

## Differenzierung zum Küstenpatent
Da die genannten Schiffsführerpatente ausschließlich auf Binnengewässer wie Seen, Flüsse und Wasserstraßen beschränkt sind, wird für das Führen von Fahrzeugen auf Küstengewässern bzw. auf See in jedem Fall zusätzlich oder ersatzweise ein Küstenpatent benötigt. Das Pendant zum Schiffsführerpatent 10M ist in österreichischer Ausführung das Küstenpatent FB1, welches ebenfalls für eine Schiffslänge von bis zu 10 Metern gültig ist und in Österreich erworben und geprüft werden kann. Für darüber hinausgehende Schiffslängen ist ein höheres Patent wie beispielsweise das Küstenpatent FB2 oder FB3 erforderlich. Hierbei ist jedoch zu beachten, dass für diese Patente zusätzliche Qualifikationen wie etwa ein Seefunkzeugnis oder ein Pyrotechnik-Ausweis für Seenot-Signalmittel erforderlich sein kann. Alternativ ist auch der Erwerb von Patenten anderer Staaten, wie beispielsweise der umgangssprachlich als "kroatisches Küstenpatent" bekannte Boat Skipper B möglich. 

## Entziehung
Die Wasserpolizei Wien, zuständig für die Donau von Mannswörth bis Altenwörth, Donaukanal, Neue und Alte Donau und andere Gewässer in und um Wien, entzieht jährlich etwa 5 bis 6 Schiffsführerpatente wegen Alkoholisierung. Analog zum Straßenverkehr gilt für private Schiffsführer ein Limit von 0,5 Promille Blutalkoholgehalt und für Berufsschiffsführer von 0,1 Promille.